# Campeonato Paranaense de Futebol de 2025 - Segunda Divisão
A Segunda Divisão do Campeonato Paranaense de Futebol de 2025 foi a 61ª edição da competição, contando com a participação de 10 clubes. Sua organização é de competência da Federação Paranaense de Futebol. Foram disponibilizadas duas vagas à Primeira Divisão de 2026, já os dois clubes que terminaram a primeira fase nas duas últimas posições foram automaticamente rebaixados à Terceira Divisão de 2026.

## Regulamento
O Campeonato Paranaense Segunda Divisão contará com 4 fases:
- Primeira Fase: Os dez times vão se enfrentar em turno único, com nove rodadas, se classificam para a próxima fase os oito primeiros, enquanto os dois últimos colocados, descem para a Terceira Divisão.
- Segunda Fase (Quartas de Finais): Os oitos classificados se enfrentam nas quartas de final, em cruzamento olímpico (1° Colocado x 8° Colocado, 2° Colocado x 7° Colocado, 3° Colocado x 6° Colocado e 4° Colocado x 5° Colocado). Os jogos serão disputados em ida e volta, com o dono da melhor campanha decidindo em casa. Os classificados se enfrentam na semifinal e conquistarão o acesso à Primeira Divisão de 2026.[1]
- Terceira Fase (Semi Finais): Os classificados se enfrentam na semifinal. Quem avançar na fase de semifinal garante o acesso para a Primeira Divisão e vaga na final da Segundona. Sendo assim, os mandos de campo do segundo jogo da semifinal e final serão atribuídos ao melhor colocado na classificação geral do campeonato. Em partida de ida e volta será conhecido o campeão de 2025, o mando da segunda partida da final será da equipe de melhor campanha, somadas as duas fases anteriores, respeitando os critérios de desempate.
- Quarta Fase (Finais): Em partida de ida e volta será conhecido o campeão de 2025, o mando da segunda partida da final será da equipe de melhor campanha, somadas as duas fases anteriores, respeitando os critérios de desempate.

### Critérios de desempate
1. Maior número de vitórias;
2. Maior saldo de gols
3. Maior número de gols a favor;
4. Menor número de cartões vermelhos;
5. Menor número de cartões amarelos;
6. Sorteio.

## Participantes
| Equipe                         | Cidade           | Em 2024                | Estádios (capacidade liberada)               | Títulos               | Participações |
| ------------------------------ | ---------------- | ---------------------- | -------------------------------------------- | --------------------- | ------------- |
| Paraná Soccer Technical Center | Alvorada do Sul  | 11º (Primeira Divisão) | Álvaro Alves (1.018)                         | 2 (2015,2019)         | 6             |
| Foz do Iguaçu Futebol Clube    | Foz do Iguaçu    | 8º lugar               | Estádio do ABC (8.000)                       | 1 (2022)              | 11            |
| Galo Maringá                   | Maringá          | 12º (Primeira Divisão) | Willie Davids (16.000)                       | 0 (não possui)        | 2             |
| Associação Atlética Iguaçu     | União da Vitória | 7º lugar               | Estádio Antiocho Pereira (5.000)             | 3 (1987, 1991, 1996)  | 18            |
| Esporte Clube Laranja Mecânica | Arapongas        | 5º lugar               | Dos Pássaros (6.000)                         | 0 (não possui)        | 3             |
| Nacional Atlético Clube        | Campo Mourão     | 6º lugar               | Estádio Municipal Roberto Brzezinski (4.000) | 2 (2003, 2008)        | 24            |
| Associação Atlética Batel      | Guarapuava       | 1º (Terceira Divisão)  | Waldomiro Gelinski (3.516)                   | 0 (não possui)        | 11            |
| Atlético Clube Paranavaí       | Paranavaí        | 4º lugar               | Waldemiro Wagner (25.000)                    | 3 (1967, 1983 e 1992) | 19            |
| Patriotas Futebol Clube        | Curitiba         | 3º lugar               | Atílio Gionedis (4.000)                      | 0 (não possui)        | 2             |
| Toledo Esporte Clube           | Toledo           | 2º (Terceira Divisão)  | Estádio 14 de Dezembro (12.500)              | 0 (não possui)        | 7             |

## Primeira fase
| Pos | Equipe           | Pts | J | V | E | D | GP | GC | SG  | Classificação ou descenso         |  | GAL | PAR | FOZ | PAT | NAC | BAT | LAR | TOL | IGU | PST |
| --- | ---------------- | --- | - | - | - | - | -- | -- | --- | --------------------------------- |  | --- | --- | --- | --- | --- | --- | --- | --- | --- | --- |
| 1   | Galo Maringá     | 23  | 9 | 7 | 2 | 0 | 18 | 4  | +14 | Fase final                        |  | —   | –   | 2–1 | –   | 2–1 | 4–1 | –   | 3–0 | 0–0 | –   |
| 2   | Paranavaí        | 17  | 9 | 5 | 2 | 2 | 16 | 6  | +10 | Fase final                        |  | 0–1 | —   | –   | 4–0 | 3–0 | –   | –   | 2–0 | –   | 3–1 |
| 3   | Foz do Iguaçu    | 17  | 9 | 5 | 2 | 2 | 17 | 9  | +8  | Fase final                        |  | –   | 0–1 | —   | –   | 3–2 | –   | 4–0 | –   | 2–1 | –   |
| 4   | Patriotas        | 13  | 9 | 4 | 1 | 4 | 9  | 15 | −6  | Fase final                        |  | 1–3 | –   | 2–5 | —   | 0–1 | –   | –   | 2–1 | 2–1 | –   |
| 5   | Nacional-PR      | 11  | 9 | 3 | 2 | 4 | 9  | 12 | −3  | Fase final                        |  | –   | –   | –   | –   | —   | 1–1 | 1–0 | –   | 3–1 | 0–0 |
| 6   | Batel            | 10  | 9 | 2 | 4 | 3 | 10 | 13 | −3  | Fase final                        |  | –   | 1–1 | 0–1 | 0–1 | –   | —   | –   | –   | –   | 2–1 |
| 7   | Laranja Mecânica | 10  | 9 | 2 | 4 | 3 | 5  | 9  | −4  | Fase final                        |  | 0–0 | 2–1 | –   | 0–0 | –   | 1–1 | —   | 0–1 | –   | –   |
| 8   | Toledo           | 9   | 9 | 2 | 3 | 4 | 6  | 13 | −7  | Fase final                        |  | –   | –   | 0–0 | –   | 2–0 | 1–1 | –   | —   | 1–1 | –   |
| 9   | Iguaçu           | 6   | 9 | 1 | 3 | 5 | 10 | 14 | −4  | Rebaixados para a Série C de 2026 |  | –   | 1–1 | –   | –   | –   | 2–3 | 1–2 | –   | —   | 2–0 |
| 10  | PSTC             | 6   | 9 | 1 | 3 | 5 | 7  | 12 | −5  | Rebaixados para a Série C de 2026 |  | 0–3 | –   | 1–1 | 0–1 | –   | –   | 0–0 | 4–0 | –   | —   |

## Fase final
Em itálico as equipes que possuem o mando de campo no jogo de ida; em negrito as equipes vencedoras.
| Aumento | Equipes promovidas à Série A de 2026 |

|  | Quartas de final | Quartas de final | Quartas de final | Quartas de final |       |                     | Semifinais               | Semifinais               | Semifinais               | Semifinais               |  |              | Final            | Final            | Final            | Final            |  |  |
|  | 14 a 22 de junho | 14 a 22 de junho | 14 a 22 de junho | 14 a 22 de junho |       |                     | 28 de junho a 6 de julho | 28 de junho a 6 de julho | 28 de junho a 6 de julho | 28 de junho a 6 de julho |  |              | 12 e 19 de julho | 12 e 19 de julho | 12 e 19 de julho | 12 e 19 de julho |  |  |
|  |                  |                  |                  |                  |       |                     |                          |                          |                          |                          |  |              |                  |                  |                  |                  |  |  |
|  | Galo Maringá     | 3                | 7                | 10               |       |                     |                          |                          |                          |                          |  |              |                  |                  |                  |                  |  |  |
|  | Toledo           | 0                | 0                | 0                |       |                     |                          |                          |                          |                          |  |              |                  |                  |                  |                  |  |  |
|  | Toledo           | 0                | 0                | 0                |       | Galo Maringá        | 2                        | 5                        | 7                        |                          |  |              |                  |                  |                  |                  |  |  |
|  |                  |                  |                  |                  |       | Galo Maringá        | 2                        | 5                        | 7                        |                          |  |              |                  |                  |                  |                  |  |  |
|  |                  | Nacional-PR      | 2                | 0                | 2     |                     |                          |                          |                          |                          |  |              |                  |                  |                  |                  |  |  |
|  | Patriotas        | Nacional-PR      | 2                | 0                | 2     | 0                   | 1                        | 1                        |                          |                          |  |              |                  |                  |                  |                  |  |  |
|  | Patriotas        |                  |                  |                  |       | 0                   | 1                        | 1                        |                          |                          |  |              |                  |                  |                  |                  |  |  |
|  | Nacional-PR      | 1                | 1                | 2                |       |                     |                          |                          |                          |                          |  |              |                  |                  |                  |                  |  |  |
|  | Nacional-PR      | 1                | 1                | 2                |       |                     |                          |                          |                          |                          |  | Galo Maringá | 2                | 3                | 5                |                  |  |  |
|  |                  |                  |                  |                  |       |                     |                          |                          |                          |                          |  | Galo Maringá | 2                | 3                | 5                |                  |  |  |
|  |                  | Foz do Iguaçu    | 2                | 1                | 3     |                     |                          |                          |                          |                          |  |              |                  |                  |                  |                  |  |  |
|  | Foz do Iguaçu    | Foz do Iguaçu    | 2                | 1                | 3     | 1                   | 4                        | 5                        |                          |                          |  |              |                  |                  |                  |                  |  |  |
|  | Foz do Iguaçu    |                  |                  |                  |       | 1                   | 4                        | 5                        |                          |                          |  |              |                  |                  |                  |                  |  |  |
|  | Batel            | 0                | 2                | 2                |       |                     |                          |                          |                          |                          |  |              |                  |                  |                  |                  |  |  |
|  | Batel            | 0                | 2                | 2                |       | Foz do Iguaçu (pen) | 0                        | 2                        | 2 (3)                    |                          |  |              |                  |                  |                  |                  |  |  |
|  |                  |                  |                  |                  |       | Foz do Iguaçu (pen) | 0                        | 2                        | 2 (3)                    |                          |  |              |                  |                  |                  |                  |  |  |
|  |                  | Paranavaí        | 0                | 2                | 2 (2) |                     |                          |                          |                          |                          |  |              |                  |                  |                  |                  |  |  |
|  | Paranavaí (pen)  | Paranavaí        | 0                | 2                | 2 (2) | 3                   | 1                        | 4 (5)                    |                          |                          |  |              |                  |                  |                  |                  |  |  |
|  | Paranavaí (pen)  |                  |                  |                  |       | 3                   | 1                        | 4 (5)                    |                          |                          |  |              |                  |                  |                  |                  |  |  |
|  | Laranja Mecânica | 2                | 2                | 4 (4)            |       |                     |                          |                          |                          |                          |  |              |                  |                  |                  |                  |  |  |

### Final
Ida
| 12 de julho | Foz do Iguaçu                 | 2 − 2          | Galo Maringá                | Estádio do ABC, Foz do Iguaçu                        |
| 15:30       | Bruno Ferreira 11' · Kauã 67' | Súmula Borderô | 21' Nailson · 37' Christyan | Público: 1 835 Árbitro: Diego Ruan Pacondes da Silva |

Volta
| 19 de julho | Galo Maringá                | 3 − 1          | Foz do Iguaçu | Estádio Willie Davids, Maringá                     |
| 15:30       | Adiel 21' 40' · Iruan 90+7' | Súmula Borderô | 61' Giovane   | Público: 937 Árbitro: Kleber Ariel Gonçalves Silva |

## Premiação
| Campeonato Paranaense de 2025 - Segunda Divisão |
| Maringá                                         |
| ----------------------------------------------- |
| Galo Maringá Campeão (1.º título)               |

## Classificação geral
| Pos | Equipe           | Pts | J  | V  | E | D | GP | GC | SG  | Classificação ou descenso       |
| --- | ---------------- | --- | -- | -- | - | - | -- | -- | --- | ------------------------------- |
| 1   | Galo Maringá     | 37  | 15 | 11 | 4 | 0 | 40 | 9  | +31 | Campeão e Série A de 2026       |
| 2   | Foz do Iguaçu    | 26  | 15 | 7  | 5 | 3 | 27 | 18 | +9  | Vice-campeão e Série A de 2026  |
| 3   | Paranavaí        | 22  | 13 | 6  | 4 | 3 | 22 | 12 | +10 | Eliminados das Semifinais       |
| 4   | Nacional-PR      | 16  | 13 | 4  | 4 | 5 | 13 | 20 | −7  | Eliminados das Semifinais       |
| 5   | Patriotas        | 14  | 11 | 4  | 2 | 5 | 10 | 17 | −7  | Eliminados das Quartas de final |
| 6   | Laranja Mecânica | 13  | 11 | 3  | 4 | 4 | 9  | 13 | −4  | Eliminados das Quartas de final |
| 7   | Batel            | 10  | 11 | 2  | 4 | 5 | 12 | 18 | −6  | Eliminados das Quartas de final |
| 8   | Toledo           | 9   | 11 | 2  | 3 | 6 | 6  | 23 | −17 | Eliminados das Quartas de final |
| 9   | Iguaçu           | 6   | 9  | 1  | 3 | 5 | 10 | 14 | −4  | Rebaixados à Série C de 2026    |
| 10  | PSTC             | 6   | 9  | 1  | 3 | 5 | 7  | 12 | −5  | Rebaixados à Série C de 2026    |

## Estatísticas

### Artilharia
| Pos. | Jogador         | Equipe        | Gols |
| ---- | --------------- | ------------- | ---- |
| 1    | Adiel           | Galo Maringá  | 10   |
| 2    | Kauã            | Foz do Iguaçu | 7    |
| 3    | Iruan           | Galo Maringá  | 6    |
| 3    | Leandro Cordova | Galo Maringá  | 6    |
| 3    | Lucas Alves     | Foz do Iguaçu | 6    |
| 4    | Andrey          | Batel         | 4    |
| 4    | José            | Paranavaí     | 4    |

## Público
Maiores Públicos Pagantes
Estes são os dez maiores públicos pagantes do campeonato, sem considerar as partidas com portões fechados ou sem público pagante
| N.º | Público | Mandante      | Placar    | Visitante        | Estádio            | Data        | Rodada           | Ref.   |
| --- | ------- | ------------- | --------- | ---------------- | ------------------ | ----------- | ---------------- | ------ |
| 1   | 3 853   | Paranavaí     | 2–0       | Toledo           | Waldemiro Wagner   | 13 de abril | 1ª               | [ 3 ]  |
| 2   | 3 660   | Paranavaí     | 0–0       | Foz do Iguaçu    | Waldemiro Wagner   | 29 de junho | Semifinal        | [ 4 ]  |
| 3   | 2 524   | Foz do Iguaçu | 2(3)–(2)2 | Paranavaí        | Estádio do ABC     | 6 de julho  | Semifinal        | [ 5 ]  |
| 4   | 2 107   | Paranavaí     | 0–1       | Galo Maringá     | Waldemiro Wagner   | 27 de abril | 3ª               | [ 6 ]  |
| 5   | 1 977   | Paranavaí     | 1(5)–(4)2 | Laranja Mecânica | Waldemiro Wagner   | 22 de junho | Quartas de Final | [ 7 ]  |
| 6   | 1 685   | Paranavaí     | 3–1       | PSTC             | Waldemiro Wagner   | 7 de junho  | 9ª               | [ 8 ]  |
| 7   | 1 555   | Paranavaí     | 3–0       | Nacional-PR      | Waldemiro Wagner   | 24 de maio  | 7ª               | [ 9 ]  |
| 8   | 1 457   | Iguaçu        | 2–3       | Batel            | Antiocho Pereira   | 27 de abril | 3ª               | [ 10 ] |
| 9   | 1 207   | Batel         | 1–1       | Paranavaí        | Waldomiro Gelinski | 19 de abril | 2ª               | [ 11 ] |
| 10  | 1 197   | Batel         | 2–1       | PSTC             | Waldomiro Gelinski | 4 de abril  | 4ª               | [ 12 ] |

### Médias de público
Estas são as médias de público dos clubes no campeonato. Considera-se apenas os jogos da equipe como mandante e o público pagante:
| Pos.  | Time             | Média | Total  | Mandos | Maior | Menor |
| ----- | ---------------- | ----- | ------ | ------ | ----- | ----- |
| 1     | Paranavaí        | 2 274 | 15 918 | 7      | 3 853 | 1 081 |
| 2     | Batel            | 1 030 | 5 127  | 5      | 1 207 | 446   |
| 3     | Iguaçu           | 1 009 | 4 037  | 4      | 1 457 | 663   |
| 4     | Foz do Iguaçu    | 1 007 | 7 047  | 7      | 2 524 | 465   |
| 5     | Nacional-PR      | 571   | 3 428  | 6      | 640   | 504   |
| 6     | Galo Maringá     | 458   | 3 662  | 8      | 973   | 84    |
| 7     | Laranja Mecânica | 289   | 1 734  | 6      | 443   | 146   |
| 8     | Toledo           | 272   | 1 362  | 5      | 351   | 212   |
| 9     | PSTC             | 136   | 682    | 5      | 178   | 35    |
| 10    | Patriotas        | 98    | 587    | 6      | 155   | 46    |
| Total | Total            | 739   | 43 584 | 59     | 3 853 | 35    |